# Matteuccita
La matteuccita és un mineral de la classe dels sulfats.

## Característiques
La matteuccita és un sulfat de fórmula química NaHSO₄·H₂O. Cristal·litza en el sistema monoclínic. És un component que es troba de manera massiva en estalactites fumaròliques.
Segons la classificació de Nickel-Strunz, la matteuccita pertany a «07.CD - Sulfats (selenats, etc.) sense anions addicionals, amb H₂O, amb cations grans només» juntament amb els següents minerals: mirabilita, lecontita, hidroglauberita, eugsterita, görgeyita, koktaïta, singenita, guix, bassanita, zircosulfat, schieffelinita, montanita i omongwaïta.

## Formació i jaciments
Es troba en estalactites formades en un cràter volcànic. Es troba associada a altres minerals com la mercal·lita i la ralstonita. Va ser descoberta al mont Vesuvi, a la província de Nàpols (Campània, Itàlia). També ha estat descrita al volcà Mutnovsky (óblast de Kamtxatka, Rússia).